# Masters of Science Fiction
Masters of Science Fiction est une série télévisée américaine en six épisodes de 45 minutes dont 4 épisodes ont été diffusés entre le 4 août 2007 et le 25 août 2007 sur le réseau ABC.
En France, la série est diffusée depuis le 28 janvier 2008 sur Sci Fi.

## Synopsis
La série est une anthologie d'histoires de science-fiction, présentée par le physicien Stephen Hawking.

## Distribution
- Stephen Hawking (présentateur)
- Sam Waterston
- Judy Davis
- Terry O'Quinn
- Elisabeth Röhm
- William B. Davis
- Malcolm McDowell
- Anne Heche
- James Denton
- Sean Astin

## Épisodes
1. Mémoire morte (A Clean Escape) d'après une histoire de John Kessel, réalisé par Mark Rydell.
2. L'Éveil (The Awakening) d'après la nouvelle The General Zapped an Angel de Howard Fast, réalisé par Michael Petroni.
3. Jerry est un homme (Jerry Was a Man) d'après une histoire de Robert A. Heinlein, réalisé par Michael Tolkin.
4. Les Bannis (The Discarded) d'après une histoire de Harlan Ellison, réalisé par Jonathan Frakes.
5. Esprit libre (Little Brother) d'après une histoire de Walter Mosley, réalisé par Darnell Martin.
6. Watchbird (Watchbird) d'après une histoire de Robert Sheckley, réalisé par Harold Becker.